# 국립과학박물관

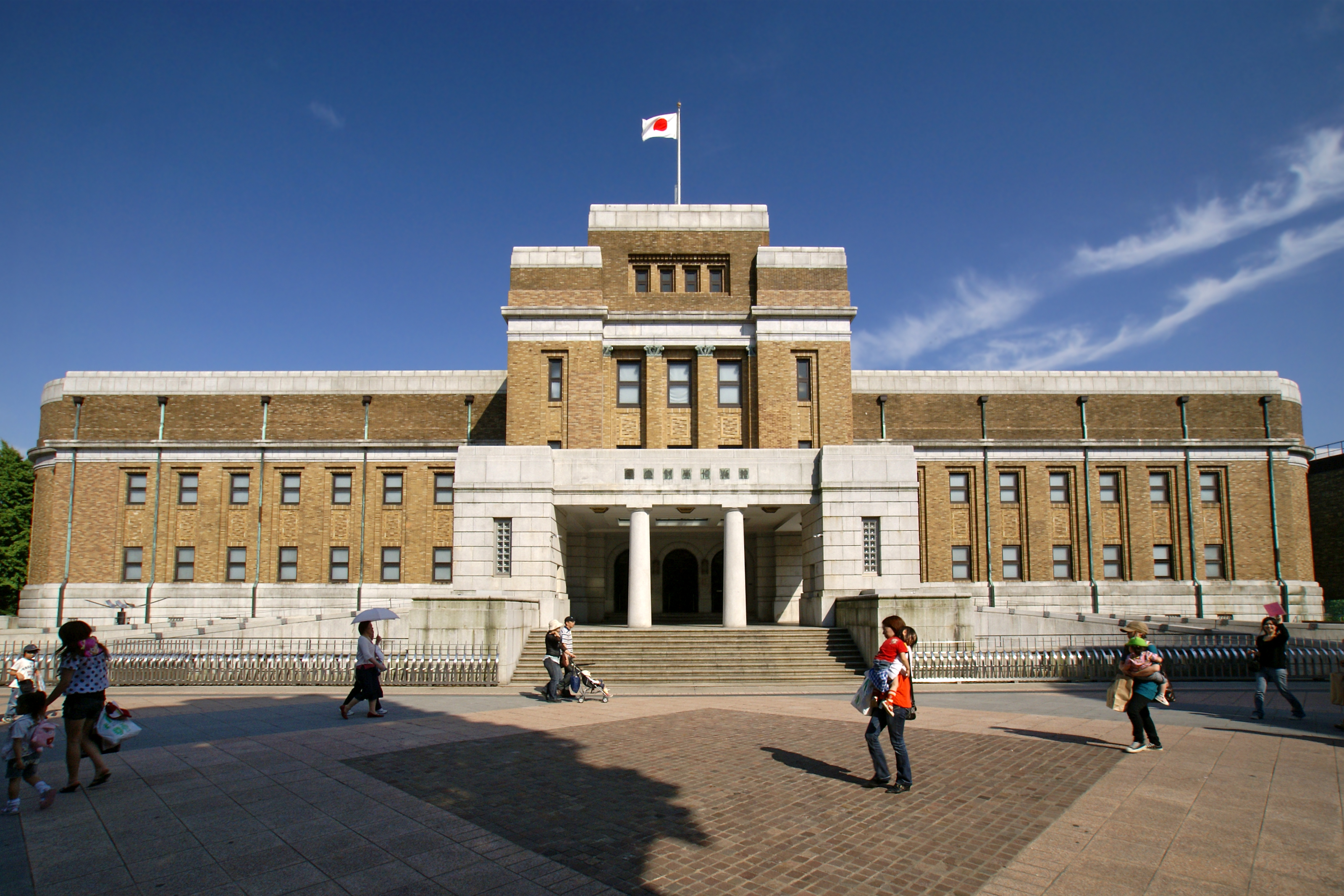
국립과학박물관

국립과학박물관(일본어: 国立科学博物館 고쿠리쓰카가쿠하쿠부쓰칸[*])은 일본 도쿄도 다이토구 우에노 공원 안에 있는 박물관이다. 이곳의 전시관은 지구관과 일본관으로 구성되어 있다.

## 같이 보기
- 충견 하치코
- 도쿄 국립박물관